# 테뷔

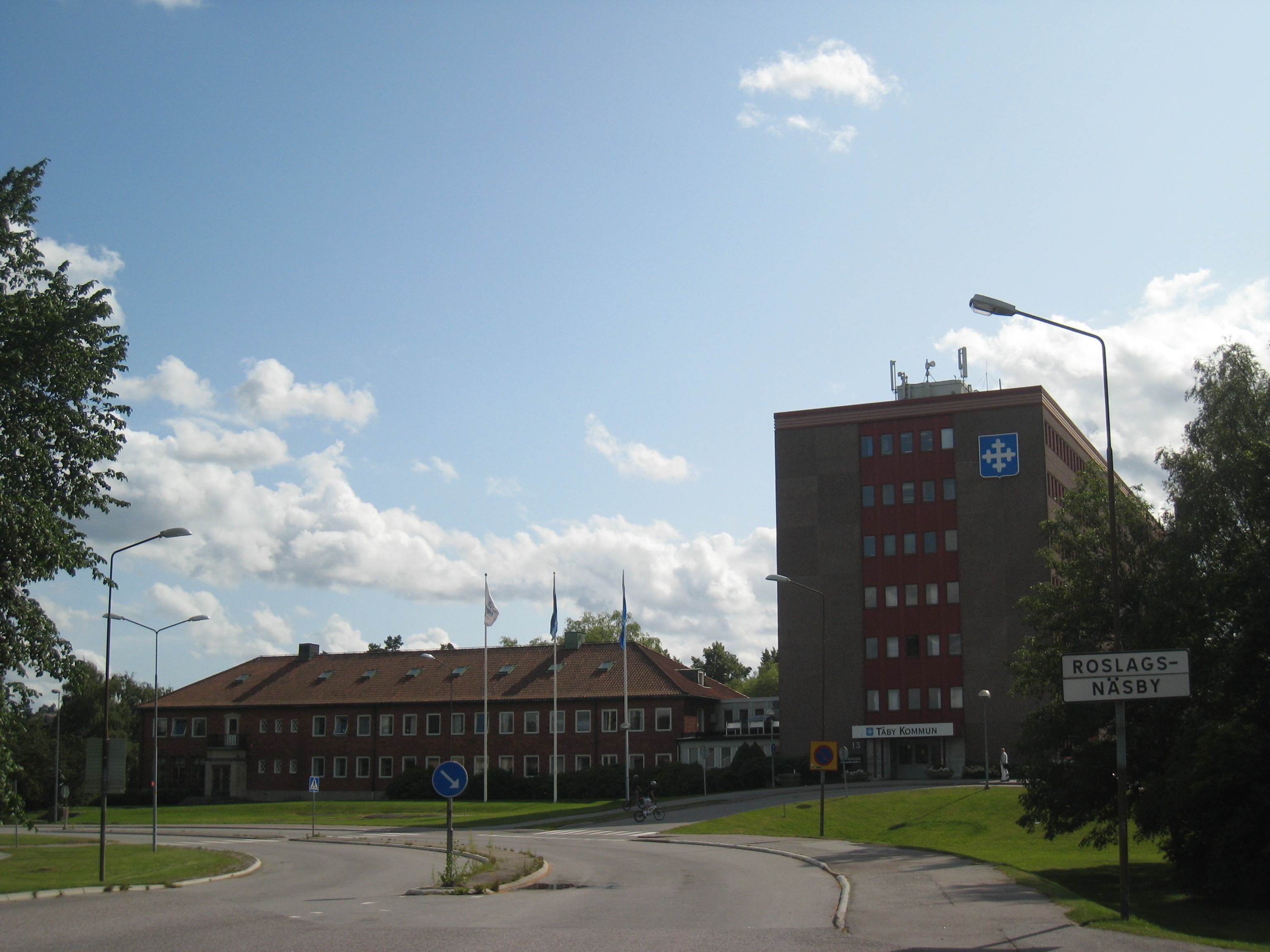
테뷔 시청

테뷔(스웨덴어: Täby)는 스웨덴 스톡홀름주의 도시로 면적은 4.57km2, 인구는 4,931명(2010년 12월 31일 기준), 인구 밀도는 1,078명/km2이다. 행정 구역상으로는 테뷔시, 단데뤼드시, 솔렌투나시에 걸쳐 있다.